# Munir de Vries

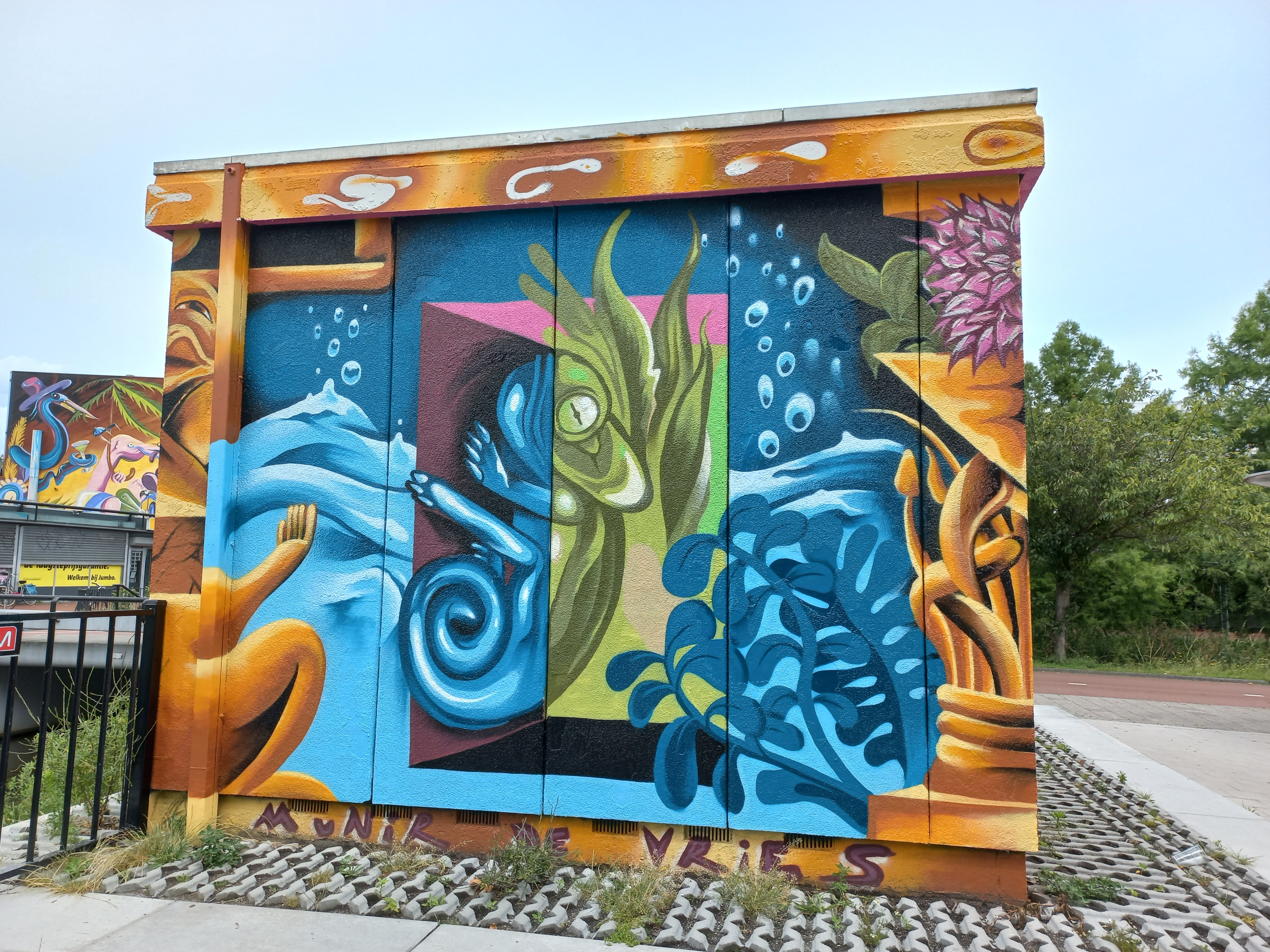
Beschildering van een transformatorhuisje in Amsterdam-Zuidoost (2022)

Munir de Vries (1988) is een Nederlands beeldend kunstenaar. Hij is gespecialiseerd in muurschilderingen.
Naar eigen zeggen begon De Vries al heel vroeg met tekeningen. Het leidde er toe dat hij de middelbare school niet afmaakte (hij maakte er wel een muurschildering), maar wel ging studeren aan de Hogeschool voor de Kunsten Utrecht. Al tijdens die studie ging hij op zoek naar werk en gaf hij workshops. Hij wilde niet ingehaald worden door de (kunst)geschiedenis. Eindeloos solliciteren leverde hem een opdracht op van De Correspondent.
Het afstudeerproject had een boekje over vluchtelingen moeten worden en bracht hem in contact met VluchtelingenWerk Nederland, het leidde niet tot het gewenste resultaat maar wel tot een opdracht. Een illegale muurschildering, een begin van vele zetters van murals, op het Jaarbeursplein te Utrecht gebruikte hij om voet tussen de deur te krijgen in gemeente Amsterdam, die hem inschakelde bij een aantal muurschilderingen ter ondersteuning van de herontwikkeling binnen Amsterdam-Zuidoost.
De Vries werkt sinds 2010 vanuit Utrecht.
Een selectie uit zijn werk:
- 2019: Van der Hoeven Kliniek, Willem Dreeslaan, Utrecht
- 2019: muurschildering Reigersbos, winkelcentrum Reigersbos, Amsterdam-Zuidoost
- 2020: Groei, Bijlmerplein, Amsterdam-Zuidoost
- 2020: Ode aan verbinding, woning Snelleveldstraat (driedimensionaal) , Amsterdam-Zuidoost
- 2021: Schoolreis, Holendrechtplein, Amsterdam-Zuidoost
- 2022: Individualiteit tegenover collectiviteit, Sara Burgerhartstraat Amsterdam-West
- 2002: muurschildering voor Museum Catharijneconvent
- 2023: project voor de vpro, vijf beschilderde caravans in Utrecht.[1]
- 2023: Twee muurschilderingen Nachtzaamplein, Haarlem
- 2023: Visschersplein, Stroosteeg, Utrecht (samen met een stagiaire)
- 2023: Motion voor sportcomplex Amerena in Amersfoort, in de stijl van Ode aan verbinding (combinatie houtbewerking en graffiti).[2]